# Jalal E. A. Alashi
Jalal E. A. Alashi (arabisch جلال العاشي, DMG Ǧalāl al-ʿĀšī; * 16. Februar 1969 in Misrata) ist ein libyscher Diplomat.

## Werdegang
Jalal E. A. Alashi studierte Französisch und Verwaltungswissenschaften im Bachelor und absolvierte ein Postgraduate Diplom in Verwaltungswissenschaften.
Von 2000 bis 2003 arbeitete Jalal E. A. Alashi im libyschen Außenministerium im Kabinett des Außenministers. Er war für die Organisation für Afrikanische Einheit zuständig. Von 2003 arbeitete er weiterhin im Kabinett des Außenministers. Von März 2007 bis Dezember 2011 war er an der libyschen Botschaft in Belgien bzw. bei der Europäischen Union. Er war verantwortlich für das Dossier der Zusammenarbeit zwischen Libyen und der Europäischen Union und für das Dossier der die Organisation für Afrikanische Einheit. Von Oktober 2010 bis Dezember 2011 war er Leiter der Konsularabteilung der Botschaft. Von Februar 2012 bis September 2013 arbeitete er am libyschen Außenministerium. Ab Oktober 2013 war er Büroleiter des stellvertretenden Außenministers. Ab Oktober 2013 leitete er die Abteilung für Europäische Angelegenheiten.
Im März 2018 wurde er zum Geschäftsträger der Libyschen Botschaft in Wien ernannt, seit 28. November 2019 ist er Botschafter bei der Republik Österreich. Er ist außerdem Ständiger Vertreter Libyens bei den Vereinten Nationen in Wien.

## Privates
Alashi ist verheiratet und hat zwei Töchter sowie zwei Söhne. Er spricht Englisch und hat Computerkenntnisse.